# Посольство України в Чехії
Посольство України у Чехії — дипломатична місія України у Чехії, розміщена в Празі. 
21 червня 2024 року Надзвичайним і Повноважним Послом України в Чеській Республіці призначено Василя Зварича.

## Завдання посольства
Основне завдання Посольства України в Празі представляти інтереси України, сприяти розвиткові політичних, економічних, культурних, наукових та інших зв'язків, а також захищати права та інтереси громадян і юридичних осіб України, які перебувають на території Чехії.
Посольство сприяє розвиткові добросусідських відносин між Україною і Чехією на всіх рівнях, з метою забезпечення гармонійного розвитку взаємних відносин, а також співробітництва з питань, що становлять взаємний інтерес. Посольство виконує також консульські функції.

## Історія посольства
Історія українсько-чеських дипломатичних відносин бере свій початок після Першої світової війти, коли на руїнах Австро-Угорської та Російської імперій виникли дві держави — вільна Чехословацька Республіка і вільна Українська Народна Республіка. 19 січня (2 лютого) 1919 року в Празі розпочала роботу Надзвичайна дипломатична місія УНР під керівництвом Максима Славинського.
Першим місцем розташування місії УНР став готель Centrál на вул. Гибернській, згодом — будинок № 104 на вулиці Голечковій (зараз там знаходиться школа для глухонімих учнів) і востаннє аж до 1921 р. місія розташовувалася на вул. Шержіковій, будинок № 4. Окрім посла Максима Славинського, у місії працювали серетар др. Сурин і др. Якубовський, радник В'єнцеслав Швиговський, аташе Василь Королів-Старий і три помічниці — Наталена Ковалевська-Королева, М.Стефанович і Л.Товстоног. Пізніше в склад місії входили Айтал Вітошинський і Ластовецький.
Окрім цього, з осені 1920 р. в Празі розташовувалася також дипломатична місія Західноукраїнської Народної Республіки під керівництвом Степана Смаль-Стоцького.
Обидві місії розгорнули широку діяльність: видавали українські паспорти та візи, захищали інтереси своїх громадян перед чехословацькими державними органами, передавали меморандуми чехословацькому уряду тощо.
Місія УНР вела широку культурно-інформаційну роботу: проходили лекція, велася обширна видавнича робота. Степан Смаль-Стоцький регулярно проводив зустріч у готелі Central, завдяки чому змогли познайомитися представники української громади з прихильними до українського питання чехословацькими громадянами.  
Військова місія, яку очолював полковник А.Окопенко та полковник Д.Горбенко, до 1921 р. служила інтересам українського війська.
Унаслідок несприятливих геополітичних умов обидві місії припинили свою діяльність до 1922 р.
Паралельно з цим 22 грудня 1921 р. торгпредом УСРР в Чехословаччині призначили керуючого справами Уповнаркомзовнішторгу РСФРР при РНК УСРР В. М. Бродського, а  співробітниками Ю. С. Новаковського, С. Я. Трухлого. 27 березня 1922 р. дипломатичний корпус радянської України в Чехословаччині був представлений послом М. Б. Левицьким і торгпредом М. М. Ломовським.
20 липня 1923 р. відбулася чергова зміна персонального складу дипломатичного корпусу в Чехословаччині: першим секретарем повпредства в Прагу призначила Н. М. Калюжного. Н. М. Калюжний, судячи із особистого запису до службової справи співробітника НКО УСРР, на дипломатичний службі перебував з 4 квітня 1921 до грудня 1924. Він належав до партії українських боротьбистів, хоча на питання про  національність  написав — «єврейська».
За сприяння Н. Калюжного була опублікована в Харкові збірка віршів О. Олеся, котрий жив в Празі, хоча радянський дипломат особисто перечитав їх на предмет ідеологічної відповідності.
Послом СРСР в Празі був відомий політичний військовий діяч періоду громадянської війни В. О. АнтоновОвсєєнко, якого призначили в грудні 1924 р. Саме він запросив наркома освіти О. Я. Шумського, нещодавно ще першого радянського українського посла в Польщі, взяти участь в Празькій книжковій виставці 15 січня 1925.
Невдовзі дипломатичні  представництва перетворилися на управління зовнішньої розвідки та політичного шантажу, розкладу  української еміграції, переслідування її ідеологічних лідерів. 9 грудня 1927 р. зав. консульським відділом, радник повпредства Н. М. Калюжний подав звіт про роботу за листопад 1927 р.,  у якому  доповідав  про наявність 2000 справ на  виїзд в УСРР, серед яких багато галичан, колишніх петлюрівців.
Після проголошення незалежності Україною 24 серпня 1991 року Чеська і Словацька Федеративна Республіка визнала Україну 8 грудня 1991 року. 30 січня 1992 року між Україною та Чехословаччиною було встановлено дипломатичні відносини. Україна однією з перших держав світу встановила з Чеською Республікою дипломатичні відносини — 1 січня 1993 року, у перший день існування Чехії як самостійної держави.
Посольство незалежної України в Чехословаччині відкрилося в 1992 році. Першим очільником став Роман Лубківський.

## Діяльність посольства
Посольство сприяє розвитку добросусідських відносин між Україною і Чехією на всіх рівнях, з метою забезпечення гармонійного розвитку взаємних відносин, а також співробітництва з питань, що становлять взаємний інтерес.
До пріоритетних напрямів Посольства належить також догляд за численними українськими поховання на території Чехії. Упродовж 2017—2019 рр. за кошти МЗС України було заплачено за оренду на наступні 10 років та відремонтовано 36 місць пам'яті.
Посольство України в Чехії зробило заяву із засудженням антиукраїнських висловлювань, екс-президента Чехії Вацлава Клауса, і підтримки ним тез кремлівської пропаганди.

## Керівники дипломатичної місії
1. Славинський Максим Антонович (1919)
2. Левицький Михайло Васильович (1921—1923)
3. Лубківський Роман Мар'янович (1992—1995)
4. Озадовський Андрій Андрійович (1995—1999)
5. Устич Сергій Іванович (1999—2004)
6. Кулеба Іван Дмитрович (2004—2009)
7. Грицак Іван Юрійович (2009—2012)
8. Зайчук Борис Олександрович (2012—2016)
9. Перебийніс Євген Петрович (2017[8]—2022[9])
10. Усатий Віталій Юрійович (2022—2024) т.п.
11. Зварич Василь Богданович (2024—нині)

## Консульський округ в Празі

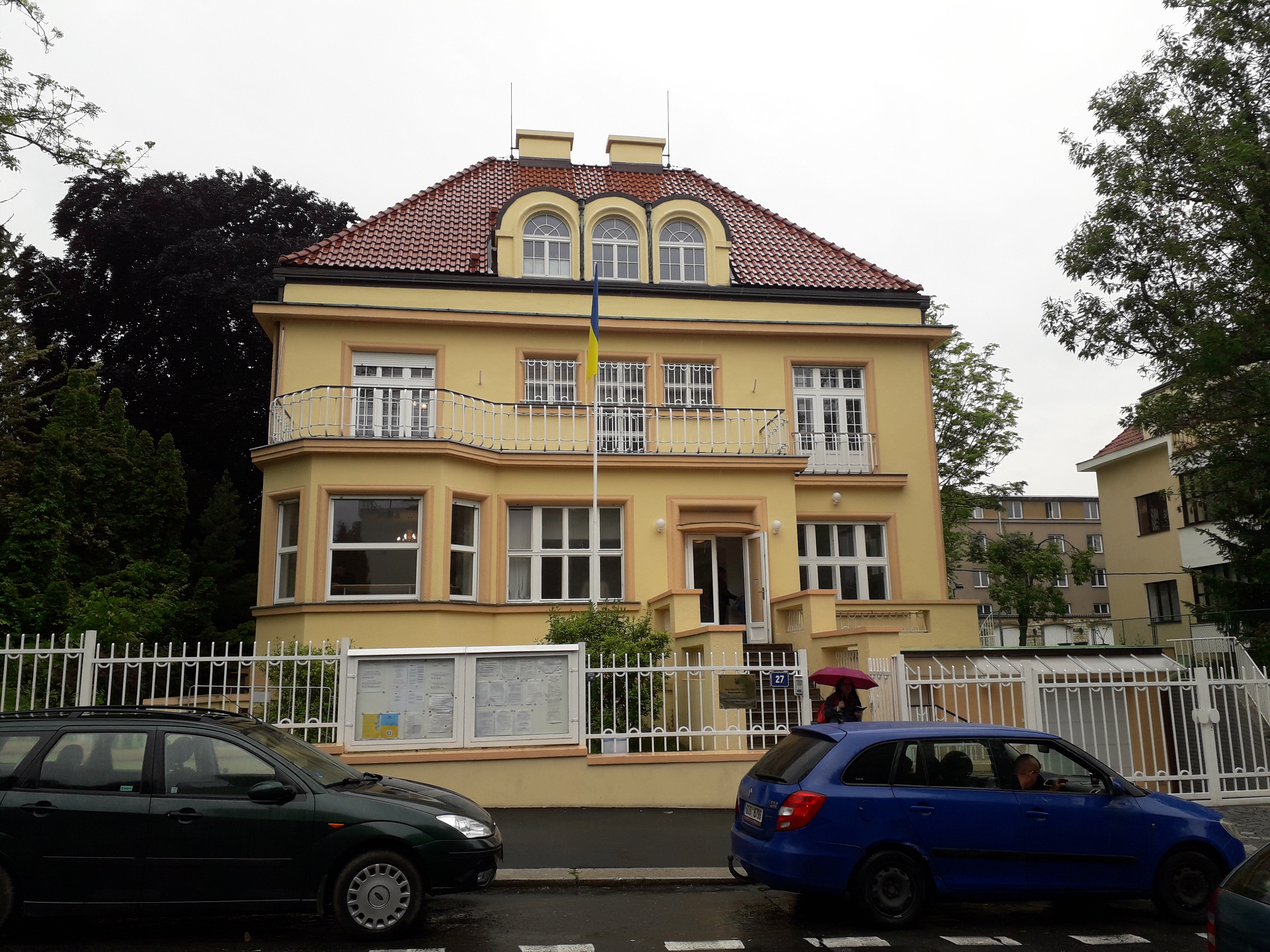
Консульський відділ Посольства України в Празі

Місто Прага, Середньочеський край, Південночеський край, Пльзенський край, Карловарський край, Устецький край, Ліберецький край, Краловоградецький край.

### Консули України в Празі
1. Кушнір Ігор Петрович (2002—2005)
2. Лобач Валерій Васильович (2005—2009)
3. Плєтніков Віктор Миколайович (2009—2011)
4. Лобач Валерій Васильович (2011—2016)
5. Ковтун Павло Павлович (2016—2020)
6. Борисов Валерій Валерійович (2020— )

## Консульський округ вБрно

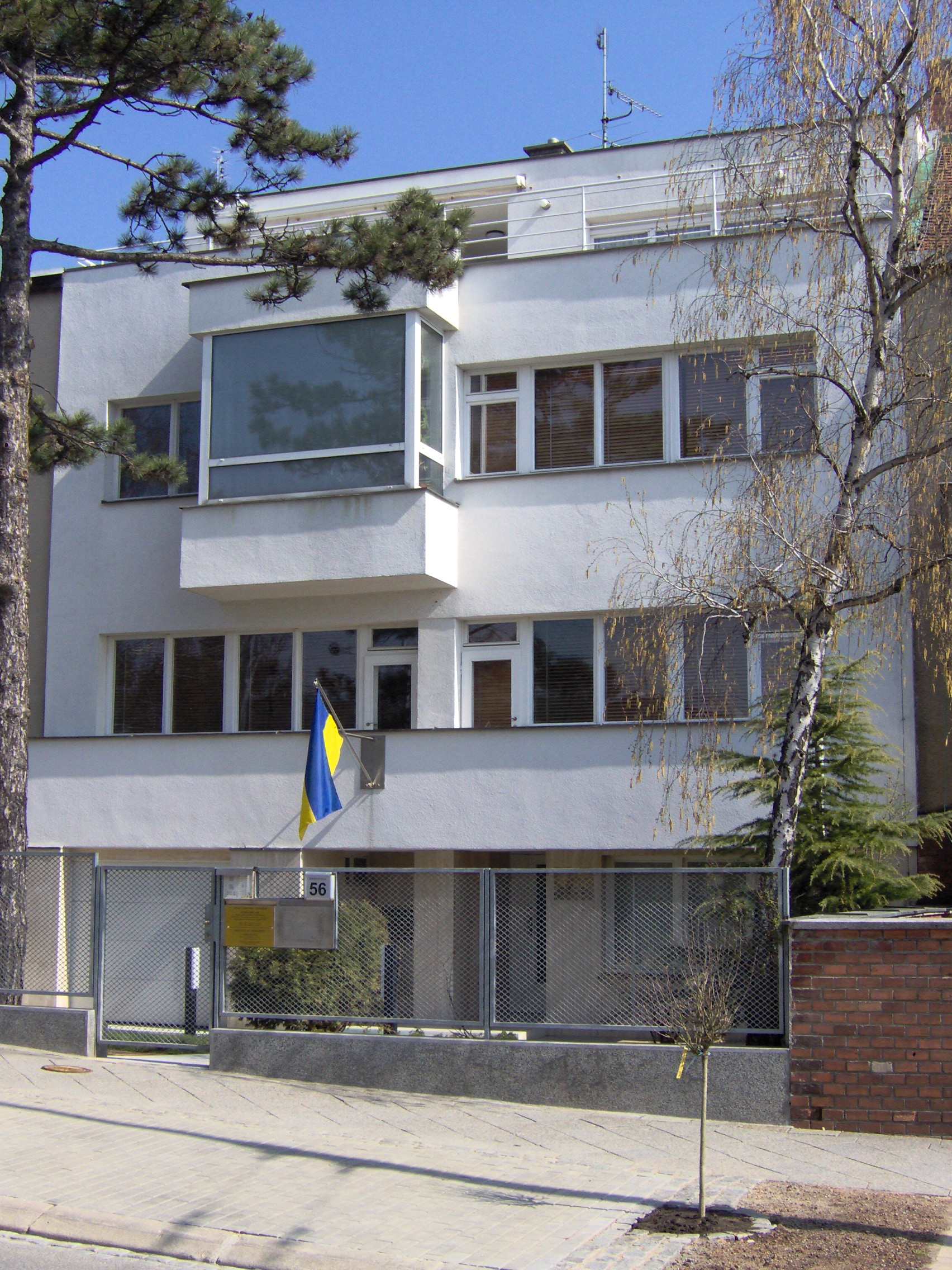
Консульство України в Брно

Південноморавський край, Злінський край, Оломоуцький край, Мораво-Сілезький край, Пардубицький край, Край Височіна.

### Консули України вБрно
1. Буркало Володимир Юрійович (2002—2006)
2. Асман Ярослав Степанович (2007—2011)[12]
3. Горбаренко Володимир Петрович (2011—2015)
4. Холостенко Іван Іванович (2015—2020)
5. Прошко Анна Леонідівна (2020— )[13]